# Bounleuth Saycocie
Coronel Bounleuth Saycocie (1 de setembro de 1931 - 23 de outubro de 2014) foi um militar e político laociano durante a Segunda Guerra da Indochina.

## Biografia
Nascido no distrito de Hineboune, província de Khammouan, frequentou o Lycée Pavie em Vientiane, seguido pela Academia Militar Laosiana (Escola de Oficiais do Exército) em Dong Hene, província de Savannakhet. Também estudou no Colégio do Estado-Maior do Exército Francês (Ecole d'Etat-Major) em Paris e no Colégio de Comando e Estado-Maior do Exército dos Estados Unidos em Fort Leavenworth, Kansas.
De 1960 a 1962, foi tenente-coronel e serviu como adido militar da Embaixada Real do Laos em Washington D.C. Foi promovido a coronel em 1962 e serviu como chefe do gabinete especial (assuntos militares) do Ministério da Defesa até 1964. A partir de 1964 até 1966, foi Diretor Logístico do Exército Real do Laos em Vientiane.
Bounleut tentou um golpe de Estado em 31 de janeiro de 1965. Phoumi Nosavan tentou seu próprio golpe na mesma época. Ambos os golpes foram esmagados por Kouprasith Abhay em 3 de fevereiro. Sem se deixar intimidar por seu fracasso, Bounleut conspirou com o general Thao Ma na elaboração do golpe de Estado de 1966. Após o fracasso do golpe, Bounleut refugiou-se na Tailândia onde permaneceu até 1968, quando se mudou para a França.
Junto com Phoumi, ele teria ajudado na elaboração do plano para a tentativa de golpe de Thao Ma em agosto de 1973. Bounleut acompanhou Thao Ma na tomada do Aeroporto Internacional de Wattay por este último em 20 de agosto de 1973. Enquanto Thao Ma comandava aeronaves, Bounleut dirigiu um carro blindado para Vientiane para assumir o controle da estação de rádio. Às 07:00 horas, ele transmitiu um comunicado pedindo a substituição do Príncipe Souvanna Phouma pelo Príncipe Boun Oum. Quando o golpe foi reprimido, Bounleut roubou um Cessna U-17 e voltou para a Tailândia.
Depois que a República Democrática Popular do Laos foi estabelecida pelos comunistas do Pathet Lao em 1975, o coronel Bounleuth tornou-se um líder da resistência política e militar anticomunista contra o governo laociano e seus tutores vietnamitas.